# Vlag van Kenia

Vlag van Kenia

Oorlogsvlag ter zee

De vlag van Kenia is officieel in gebruik sinds 12 december 1963. De vlag bestaat uit drie brede horizontale banen in de kleuren zwart, rood en groen, die door twee smalle witte banen van elkaar gescheiden worden. In het centrum van de vlag is een traditioneel Masai-schild afgebeeld met gekruiste speren. Deze vlag is zowel de civiele vlag, de staatsvlag als de oorlogsvlag te land; alleen voor de oorlogsvlag ter zee wordt een ander ontwerp gebruikt bestaande uit een wit doek met de 'gewone' vlag in het kanton en een rood anker in het uiteinde.

## Symboliek
Het Masai-schild met speren is het symbool van de strijd voor vrijheid en de bereidheid om die te verdedigen. In ietwat andere vorm staat het ook centraal in het wapen van Kenia. De horizontale zwarte streep staat voor de vrijheidsstrijd, het rood voor het bloedvergieten en de groene baan voor de bossen van het land. Zwart, rood en groen zijn ook Pan-Afrikaanse kleuren. De witte banden symboliseren de vrede en de eenheid.

### Onofficiële symboliek
In de Duitse politiek geven de hoofdkleuren zwart, rood en groen aanleiding tot de uitdrukking Kenia-coalitie of Kenia-regering: een burgerlijk of christendemocratisch, een links en een groen georiënteerd blok vormen een coalitie of geven gedoogsteun. Bij de grote partijen komt dit neer op CDU/CSU, SPD en Bündnis 90/Die Grünen.

## Ontwerp
De Keniaanse vlag heeft een hoogte-breedteverhouding van 2:3. De vijf horizontale banen verhouden zich tot elkaar als 6:1:6:1:6. Het schild neemt 3/5 van de hoogte in en is exact in het midden van de vlag geplaatst, zodat de zwarte delen van het schild de rode baan raken.
De kleuren zijn gespecificeerd in het systeem van de British Standard Specifications. Het rood wordt gespecificeerd als 0-006 (Post Office Red) en het groen als 0-010.
De oorlogsvlag ter zee heeft in afwijking met de normale vlag een hoogte-breedteverhouding van 1:2, hoewel Album des pavillons nationaux et des marques distinctives stelt dat deze 5:9 is. Over de specifieke kleuren van de vlag zijn de bronnen niet eenduidig, maar waarschijnlijk zijn deze hetzelfde als bij de gewone vlag, waarbij het rood van het anker hetzelfde is als het rood uit de middelste baan.

## Geschiedenis

Vlag van Brits Oost-Afrika

Vlag van het Witu-protectoraat

### Britse periode
Kenia stond tussen 1888 en 1963 onder Brits bestuur. In 1888 verkreeg de British East Africa Company van het Sultanaat Zanzibar het recht om zo'n tweehonderd kilometer van de Keniaanse kust te besturen. Krachtens het Zanzibarverdrag droeg het Duitse Keizerrijk in 1890 zijn rechten over aan de Britten, waarna in 1895 het Oost-Afrikaanse Protectoraat werd gesticht. Vervolgens begon de inlijving van het binnenland. In 1902 werd een deel van Oeganda aan het Oost-Afrikaanse Protectoraat toegevoegd. In 1920 werd het Oost-Afrikaanse Protectoraat omgevormd tot de kroonkolonie Kenia. Tijdens het Britse bewind werd (vanaf 1895) een Brits blauw vaandel gebruikt, bestaande uit een blauw doek met de Britse vlag in het kanton en een rode staande leeuw in het uiteinde.
Van 1890 tot 1920 was de streek rondom Witu formeel geen onderdeel van Brits Oost-Afrika. Het behoorde staatsrechtelijk tot het Sultanaat Zanzibar, maar was na het Zanzibarverdrag een Brits protectoraat geworden met de naam Witu-protectoraat. Dit protectoraat was een opvolger van het in 1885 tot stand gekomen Duits Witu. Tussen 31 juli 1893 en 1920 gebruikte het Witu-protectoraat een rode vlag met de Britse vlag in het midden.

### Onafhankelijkheid
De Keniaanse vlag is gebaseerd op de zwart-rood-groene driekleur van de Kenya African National Union (KANU). De KANU streefde tijdens het Britse bewind naar onafhankelijkheid van Kenia en was de leidende partij in de overgang naar een eigen soevereine staat. Bij het verkrijgen van de onafhankelijkheid werden de witte strepen als symbolen van vrede toegevoegd, evenals het schild.